# 亚基曼卡区
亚基曼卡区（俄語：район Якиманка）是莫斯科中央行政区下属的区，面积4.80平方公里，人口27,022人。高尔基公园和特列季亚科夫画廊位于该区。它以大亚基曼卡街（以前称亚基曼卡街）命名，该街的名字来源于一座以圣若亚敬和圣亚纳命名的同名小教堂。